# Maldives International 2012
Die Maldives International 2012 fanden vom 30. Mai bis zum 3. Juni 2012 in Malé statt. Es war die dritte Austragung dieser internationalen Meisterschaften der Malediven im Badminton. Bei den Titelkämpfen wurden Punkte für die Badminton-Weltrangliste vergeben.

## Austragungsort
- Malé Sports Complex, Malé

## Sieger und Platzierte
| Disziplin    | Gold                            | Silber                                        | Bronze                            |
| ------------ | ------------------------------- | --------------------------------------------- | --------------------------------- |
| Herreneinzel | Srikanth Kidambi                | Zulfadli Zulkiffli                            | Chen Mingyu                       |
| Herreneinzel | Srikanth Kidambi                | Zulfadli Zulkiffli                            | Anup Sridhar                      |
| Dameneinzel  | Sayaka Takahashi                | Yu Wakita                                     | Saya Yamamoto                     |
| Dameneinzel  | Sayaka Takahashi                | Yu Wakita                                     | Maja Tvrdy                        |
| Herrendoppel | Itani Kazuya Tomoya Takashina   | Suwat Phaisansomsuk Wasapon Uttamang          | Kenas Adi Haryanto Sigid Sudrajad |
| Herrendoppel | Itani Kazuya Tomoya Takashina   | Suwat Phaisansomsuk Wasapon Uttamang          | Gan Teik Chai Ong Soon Hock       |
| Damendoppel  | Naoko Fukuman Kurumi Yonao      | Rie Eto Yu Wakita                             | Nagisa Shiozawa Saya Yamamoto     |
| Damendoppel  | Naoko Fukuman Kurumi Yonao      | Rie Eto Yu Wakita                             | Aparna Balan Siki Reddy           |
| Mixed        | Raj Popat Devi Tika Permatasari | Hasitha Chanaka Kavindi Ishandika Sirimannage | Raunaq Muradia Sarada Jasti       |
| Mixed        | Raj Popat Devi Tika Permatasari | Hasitha Chanaka Kavindi Ishandika Sirimannage | Lasitha Menaka Nadeesha Gayanthi  |